# Alismaticarpum
Alismaticarpum és un gènere de la família de les alismatàcies. Alismaticarpum alatum n'és la seva una espècie fòssil.